# ちぎれた愛
「ちぎれた愛」（ちぎれたあい）は、西城秀樹の6枚目のシングル。1973年9月5日にRCAから発売された。

## 解説
- 安井かずみ(作詞)と馬飼野康二(作曲)のコンビによる最初の作品である[4]。このコンビは後に「激しい恋」、「恋の暴走」などのヒット曲を手がけることになる。
- 本作で初めてオリコン週間チャートの第1位に輝いた[1][3]。「信じられなかった第1位…、夜一人になって泣いたっけ…」と西城は当時を振り返っている[5]。その後も4週連続で1位を獲得する大ヒットとなり（100位内22週）、47.5万枚のセールスを記録した[1][3]。これは「YOUNG MAN (Y.M.C.A.)」、「激しい恋」に次ぐセールス記録となっている[6]。
- 第15回日本レコード大賞では、弱冠18歳にして初の歌唱賞を受賞した[1][2][5]。
- 本作で初めて「絶唱型」と言われる歌唱法を披露した。また、歌詞の中にセリフが挿入された最初の作品でもある[4]。
- 歌謡ポップスチャンネルの「ファンが選んだベスト20」では第1位に選出された[7]。

## 収録曲
（全作詞：安井かずみ／作曲・編曲：馬飼野康二）
1. ちぎれた愛
2. 孤独のふたり

## この頃のできごと
- 1973年11月7日 - 東京郵便貯金ホールにて第2回リサイタル「西城秀樹リサイタル/ヒデキ・愛・絶叫!」を開催した。

## 「ちぎれた愛」のカバー
- WEST SUN - 『西城秀樹ROCKトリビュート KIDS WANNA ROCK!』に収録、1997年

## 収録アルバム
- 『エキサイティング秀樹 - ちぎれた愛/情熱の嵐』